# Taenaris urania
Taenaris urania är en fjärilsart som beskrevs av Carl von Linné 1758. Taenaris urania ingår i släktet Taenaris och familjen praktfjärilar. Inga underarter finns listade i Catalogue of Life.

## Bildgalleri

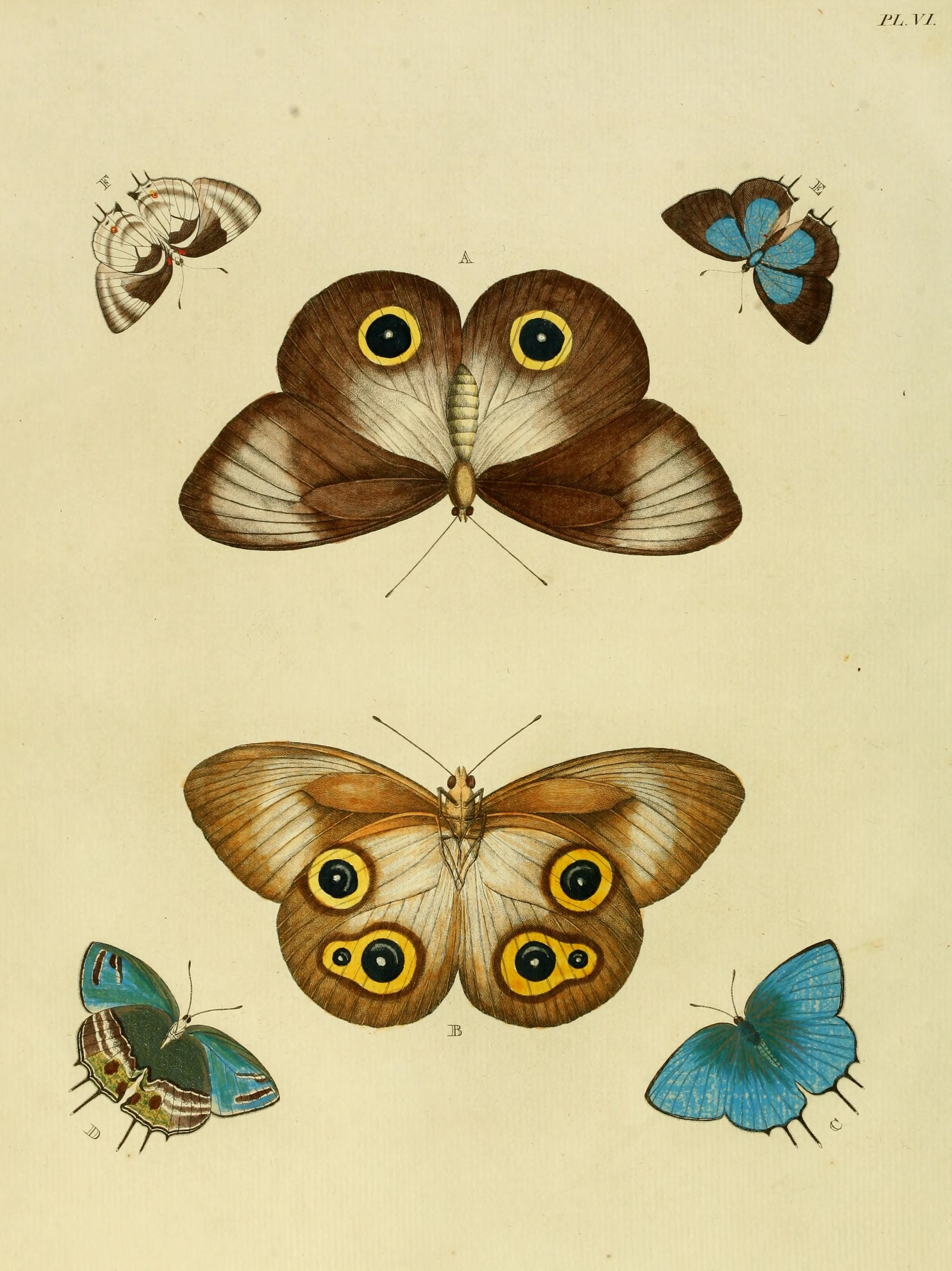
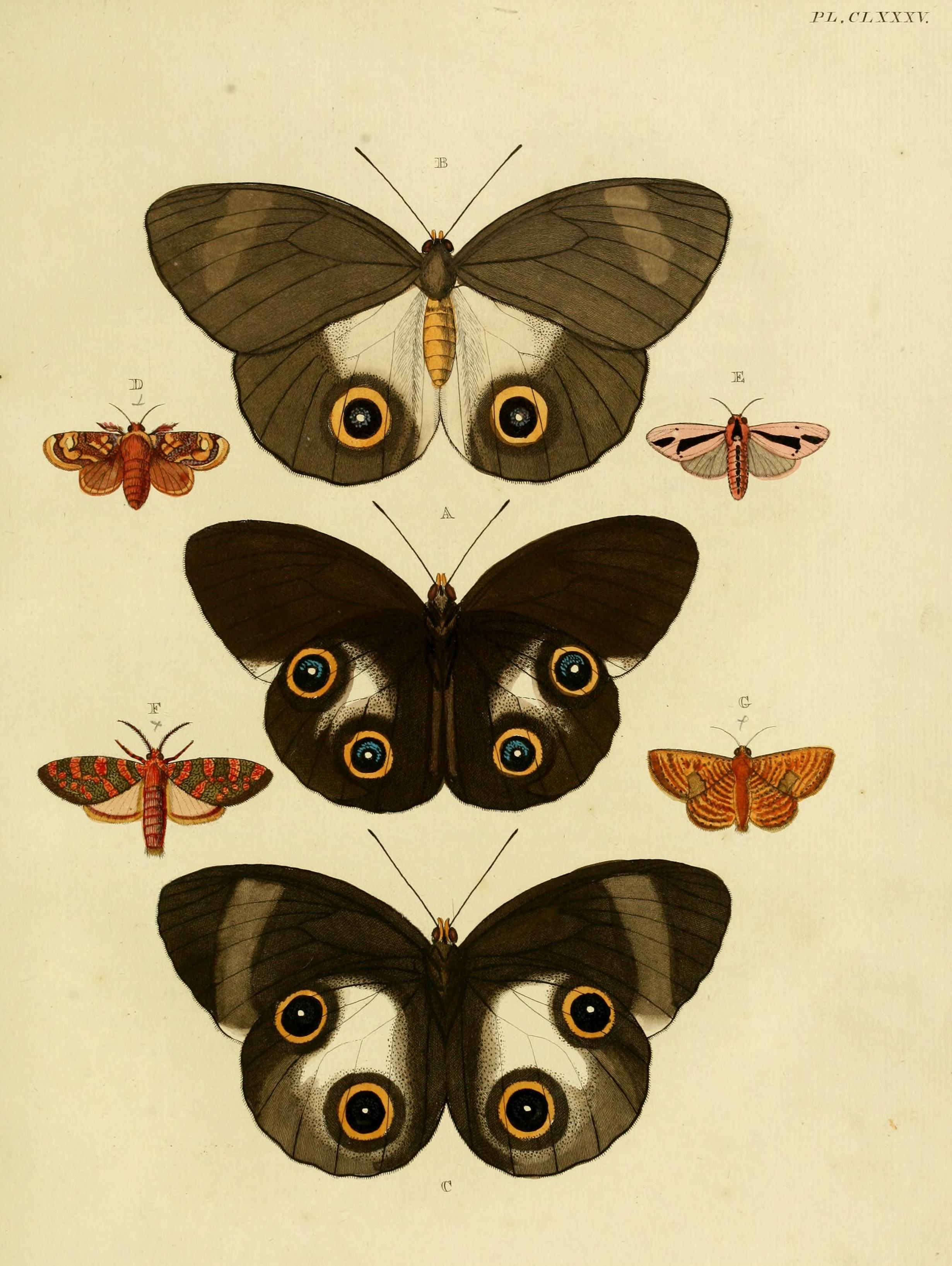
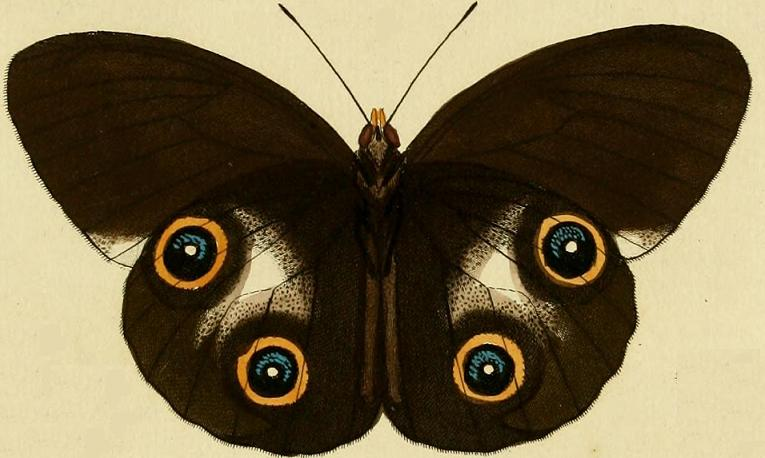
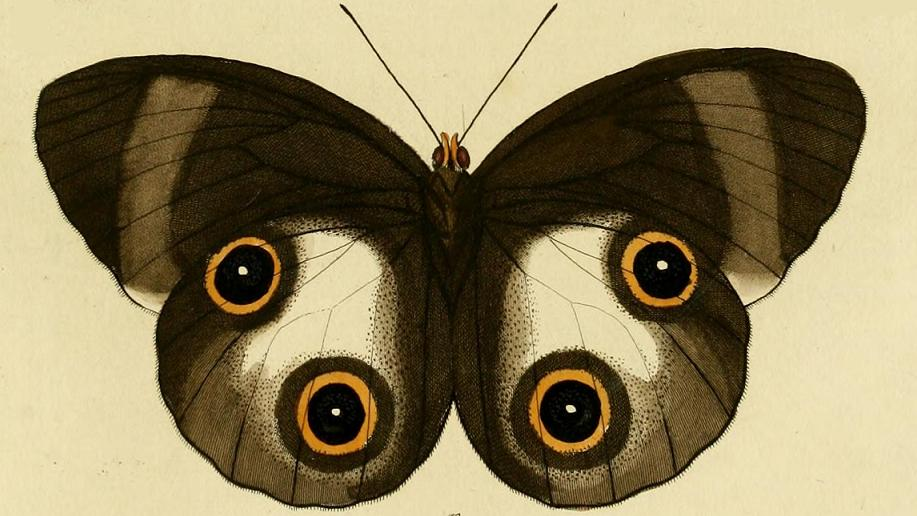